# Diocesi di Zaliche
La diocesi di Zaliche (in latino Dioecesis Zalichena) è una sede soppressa del patriarcato di Costantinopoli e una sede titolare della Chiesa cattolica.

## Storia
Zaliche, identificabile con Alaçam nella provincia turca di Samsun, è un'antica sede vescovile della provincia romana dell'Elenoponto nella diocesi civile del Ponto. Faceva parte del patriarcato di Costantinopoli ed era suffraganea dell'arcidiocesi di Amasea. Nota anche con il nome di Leontopoli, la sede è documentata nelle Notitiae Episcopatuum del patriarcato fino al XII secolo.
Le Quien attribuisce a questa antica diocesi due soli vescovi: Giovanni I, che prese parte al secondo concilio di Nicea nel 787; e Giovanni II, che partecipò al concilio dell'879-880 che riabilitò il patriarca Fozio di Costantinopoli.
Gli studi di prosopografia bizantina menzionano altri vescovi, per i quali tuttavia vi è incertezza nell'identificazione della sede di appartenenza, non essendo chiaro se si tratti della sede di Leontopoli di Elenoponto o di quella omonima arcivescovile di Isauria. Sono i vescovi: Michele, che prese parte al concilio dell'869-870 che condannò il patriarca Fozio; e Giovanni, che nell'891 sottoscrisse assieme ad altri vescovi una lettera che Stiliano di Neocesarea indirizzò a papa Stefano V sul conto di Fozio.
La sigillografia ha restituito i nomi di altri vescovi, Cristoforo, Stefano e Leone, vissuti tra X e XI secolo.
Dal 1933 Zaliche è annoverata tra le sedi vescovili titolari della Chiesa cattolica; la sede è vacante dal 30 aprile 1990. In titolo è stato assegnato a due soli vescovi: Franz Xavier Eberle, vescovo ausiliare di Augusta in Germania, e Gustavo Posada Peláez, vicario apostolico di Istmina in Colombia.
Dal XVIII secolo la Santa Sede ha assegnato a più riprese il titolo Leontopolitano. Questa sede è assegnata da Konrad Eubel alla Bitinia sub metropolia Helenopolitana. Questa indicazione è completamente errata, e secondo Aubert si tratterebbe verosimilmente della diocesi di Leontopoli (ossia Zaliche), suffraganea di Amasea nella provincia dell'Elenoponto.

## Cronotassi

### Vescovi greci
- Giovanni I † (menzionato nel 787)
- Michele ? † (menzionato nell'869)
- Giovanni II † (prima dell'879 - dopo l'891 ?)
- Cristoforo † (X-XI secolo)
- Stefano † (XI secolo)
- Leone † (XI secolo)

### Vescovi titolari di Leontopoli di Bitinia
- Elias Daniel von Sommerfeld † (13 giugno 1714 - 26 luglio 1742 deceduto)
- Johann Carl von Maltzan † (28 gennaio 1743 - ?)
- Joaquim de Nossa Senhora de Nazareth Oliveira e Abreu, O.F.M.Ref. † (4 settembre 1815 - 23 agosto 1819 nominato vescovo di São Luís do Maranhão)
- Aleksander Dobrzański † (17 dicembre 1819 - 6 giugno 1831 deceduto)
- Ludwig Forwerk † (11 luglio 1854 - 8 gennaio 1875 deceduto)
  - Vincent Vinyes, O.P. † (16 febbraio 1877 - prima del 27 luglio 1880[9] dimesso) (vescovo eletto)
- Jean-Pierre-François Laforce Langevin † (13 febbraio 1891 - 26 gennaio 1892 deceduto)
- Dominique-Clément-Marie Soulé † (21 marzo 1893 - 21 aprile 1919 deceduto)

### Vescovi titolari di Zaliche
- Franz Xavier Eberle † (2 giugno 1934 - 19 novembre 1951 deceduto)
- Gustavo Posada Peláez, M.X.Y. † (24 marzo 1953 - 30 aprile 1990 nominato vescovo di Istmina-Tadó)